# Ana María Castañeda
Ana María Castañeda Gómez (Sincelejo, 27 de diciembre de 1984) es una política colombiana, que se desempeña como senadora de la República de Colombia.

## Biografía
Nació en Sincelejo en 1984, hija de Horacio Castañeda Rosales y de María Adelaida Gómez de la Espirella, estudió Administración de Empresas en la Corporación Universitaria del Caribe, institución en la cual también se especializó en Gerencia Pública. Así mismo, obtuvo un postgrado en Gobierno y Gestión Pública Territorial de la Universidad Javeriana.
Representó a Sucre en el Concurso Nacional de Belleza de 2005, en el cual resultó elegida tercera princesa. Fue nombrada Gestora Social de la Alcaldía de Sincelejo entre 2012 y 2015. Lideró la estructuración de la Política Pública para Niños, Niñas, Jóvenes y Adolescentes de Sincelejo. Fue anfitriona de las Fiestas del 20 de enero en Sincelejo como Reina Central y asesora de las festividades entre 2008 y 2011.
En las elecciones de 2018, con solo 33 años, fue elegida como senadora por el Partido Cambio Radical, al obtener 55.792 votos.
En el Senado, hace parte de la Comisión VI, la cual presidió entre 2018 y 2019. Fue una de las principales proponentes del proyecto de ley que estableció la paridad de género, del 50 %, obligatoria en las listas electorales a corporaciones públicas.
Es esposa del también político Mario Alberto Fernández Alcocer. 